# Lavans-Quingey
Lavans-Quingey település Franciaországban, Doubs megyében. Lakosainak száma 182 fő (2022. január 1.). Lavans-Quingey Quingey, Palantine és Pessans községekkel határos.

## Népesség
A település népességének változása:
| Lakosok száma | 92   | 98   | 82   | 163  | 206  | 208  | 191  | 181  | 179  | 182  |
|               | 1968 | 1982 | 1990 | 2006 | 2013 | 2015 | 2017 | 2019 | 2020 | 2022 |